# John Sergeant Wise

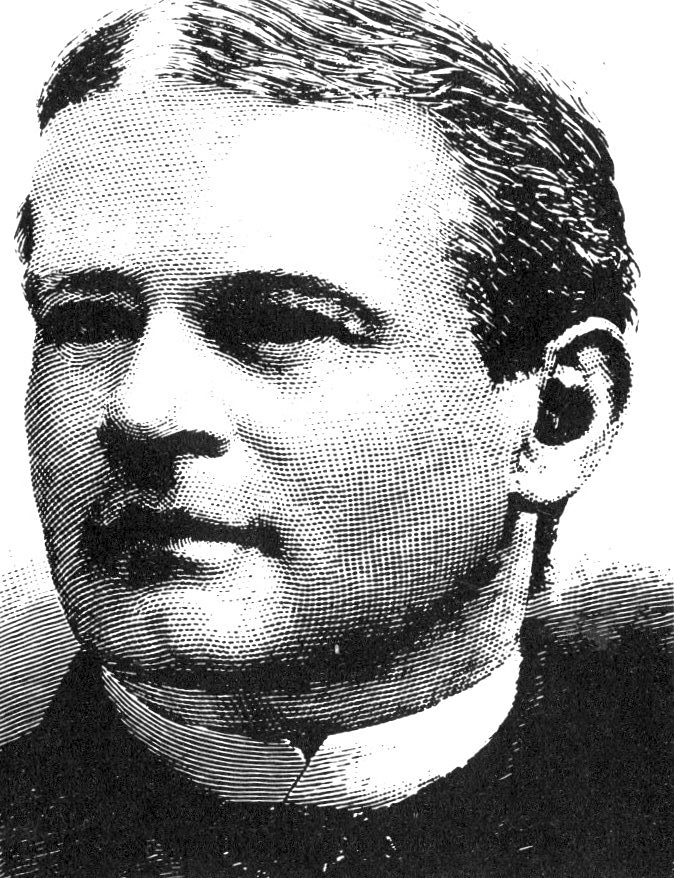
John Sergeant Wise

John Sergeant Wise (* 27. Dezember 1846 in Rio de Janeiro, Brasilien; † 12. Mai 1913 bei Princess Anne, Maryland) war ein US-amerikanischer Jurist und Politiker. Zwischen 1883 und 1885 vertrat er den Bundesstaat Virginia im US-Repräsentantenhaus.

## Werdegang
John Wise war ein Sohn von Gouverneur Henry A. Wise (1806–1876) und ein Enkel des Kongressabgeordneten John Sergeant (1779–1852) sowie ein Bruder von Richard Alsop Wise (1843–1900), der ebenso Kongressabgeordneter war wie der Cousin George D. Wise (1831–1898). Wise wurde in Brasilien geboren, als sein Vater dort amerikanischer Gesandter war. Später besuchte er öffentliche Schulen in Virginia. Im Jahr 1862 absolvierte er das Virginia Military Institute in Lexington. Danach nahm er als Leutnant im Heer der Konföderation am Bürgerkrieg teil. Nach einem anschließenden Jurastudium an der University of Virginia in Charlottesville und seiner 1867 erfolgten Zulassung als Rechtsanwalt begann er in Richmond in diesem Beruf zu arbeiten. Gleichzeitig schlug er eine politische Laufbahn. 1880 kandidierte er noch erfolglos für den Kongress. In den Jahren 1882 und 1883 war er als Nachfolger von Lunsford L. Lewis Bundesstaatsanwalt für den östlichen Teil von Virginia.
Bei den Kongresswahlen des Jahres 1882 wurde Wise als Kandidat der kurzlebigen Readjuster Party im zehnten Wahlbezirk von Virginia in das US-Repräsentantenhaus in Washington, D.C. gewählt, wo er am 4. März 1883 die Nachfolge von William Gay Brown antrat. Da er im Jahr 1884 auf eine erneute Kandidatur verzichtete, konnte er bis zum 3. März 1885 nur eine Legislaturperiode im Kongress absolvieren. In dieser Zeit wechselte er zur Republikanischen Partei.
Im Jahr 1885 kandidierte Wise erfolglos für das Amt des Gouverneurs von Virginia. Später zog er nach New York City, wo er als Rechtsanwalt praktizierte. Er starb am 12. Mai 1913 nahe Princess Anne in Maryland.